# Curacazgo de Cuzco
```
   |-
       |
Erro:
:  
valor não especificado para "
nome_comum
"
```

O Curacado  de Cusco (em espanhol: Curacazgo de Cuzco, também conhecido como Reino de Cusco ou Reino Inca) foi a primeira fase do desenvolvimento da cultura Inca, que, mais tarde, se transformaria no famoso Império Inca. Os incas ocuparam o vale de Cusco depois de uma lenta migração de 20 anos para fugir das invasões Aimarás em sua terra natal andina. Se estabeleceram ao redor de um pântano que viria a tornar-se a praça principal de Cusco. Durante muito tempo, ocuparam apenas a área ao redor desse pântano, porém logo vieram suas primeiras conquistas sob o comando de Sinchi Roca e outros incas como Yáhuar Huácac e Viracocha Inca. Sua cultura foi marcada por uma clara influência da cultura de Tiauanaco. Durante este período, algumas tecnologias foram desenvolvidas, mas a maioria de seus conhecimentos foi herança cultural.
Desde a chegada a Cusco, os incas sempre tiveram lutas constantes contra as tribos vizinhas. A maior parte delas era mais poderosa que os incas, como os ayarmacas e os Pinaguas, que tinham 18 curacados sob seu comando. No entanto, quando derrotaram a última ameaça (os Chancas) sob o comando de Pachacuti, seu domínio sobre a região já era patente.

## Origens
Além das lendas sobre a origem dos incas, existem evidências arqueológicas descobertas por Francis de Laporte de Castelnau em 1845 e confirmadas por Max Uhle de que os descendentes de Tiauanaco (os Taipicalas) foram atacados quando ainda habitavam seus povoamentos natais. Foram encontrados edifícios não inteiramente acabados, ferramentas espalhadas e construções abandonadas.

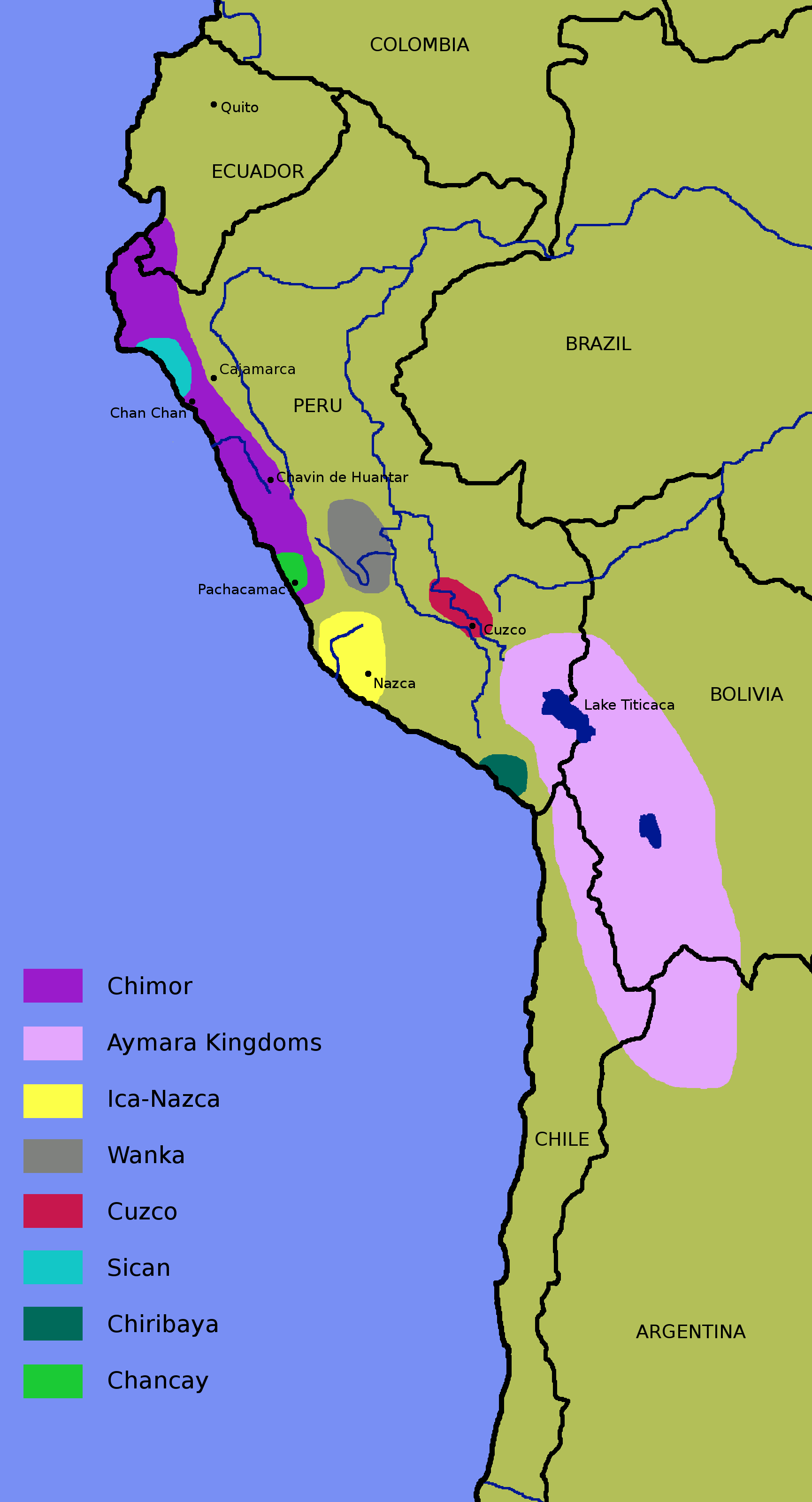
O Curacado Inca no período entre os anos 1000 e 1400, em vermelho no mapa.

Estas ondas de ataques obrigaram os Taipicalas a abandonar suas terras em busca de outras. Depois de 20 anos, entraram no vale de Cusco, onde Manco Capac fundou Qosqo (atual Cusco) depois de expulsar três etnias (sahuaseras, huallas e ayar uchos ou alcahuisas).

## Luta pela terra
Desde que chegaram em Cusco, os Incas tiveram que travar constantes lutas contra os grupos étnicos vizinhos. Quase sempre, eram os próprios Sapa Incas que comandavam e lutavam ao lado do exército Inca.
Da época que vai de Manco Capac (1200 - 1230) até Cápac Yupanqui (1320 - 1350), a maior ameaça era a Confederação Ayarmacas-Pinaguas, mas, desde Inca Roca (1350 - 1380) até Pachacuti (1438 - 1471), a maior ameaça (ainda mais perigosa do que a anterior) foram os Chancas.
Foi neste período que o Curacado Inca quase desapareceu (no governo de Yáhuar Huácac, 1380 - 1410). Uma rebelião causada pelos já conquistados Cuntis causou a morte do Sapa Inca e de seus familiares. O reino só não foi destruído porque ocorreu uma chuva torrencial, que os invasores acreditaram ser um mau presságio.

## Conquistas
Na época do Curacado Inca, houve poucas conquistas, limitadas a pequenas áreas ao redor de Cusco. Em seu apogeu, ocupou quase a metade do que é hoje o Departamento de Cusco. As conquistas foram limitadas pela debilidade dos incas em comparação com as outras etnias que estavam à sua volta, além dos conflitos internos. Sabe-se que ocorreram dois golpes de Estado durante este período (de Cápac Yupanqui sobre Maita Capac e de Inca Roca sobre Cápac Yupanqui).

## Governantes

### Manco Capac
- dinastia Urin Cuzco: ~1200-~1230.

Fundou o império Inca aproximadamente no ano 1200, e foi seu primeiro governante. Se caracterizou pela conquista das tribos pré-incaicas que viviam ao redor de Cusco. Manco unificou os huallas, poques e lares, e com eles se estabeleceu na parte baixa da cidade. Deste modo, se originou a dinastia dos Urin Cuzco. Pouco tempo depois, ordenou a construção da primeira residência dos incas, o Inticancha (Templo do Sol). Sua irmã e esposa foi Mama Ocllo.

### Sinchi Roca
- dinastia Urin Cuzco: ~1230-~1260.

Filho de Manco Capac e Mama Ocllo. De seu governo, se têm poucas notícias. Se crê que começou em 1230, prolongando-se por mais de vinte anos. Durante este período, no entanto, Sinchi Roca nunca saiu de Cusco nem ampliou o território conquistado por seu pai. De acordo com o cronista Sarmiento, Sinchi Roca se casou com Mamá Cora, filha de um curaca (governante) da aldeia de Saño, com quem teve um filho que chamaram de Lloque Yupanqui. Este herdaria o trono logo após a morte de Sinchi Roca.

### Lloque Yupanqui
- dinastia Urin Cuzco: ~1260-~1290.

A partir de Lloque Yupanqui, os soberanos incas exerceram uma maior hegemonia sobre os povoados de Cusco e decidiram conquistar os vales vizinhos. A vitória sobre os huallas permitiu, a Lloque Yupanqui, estabelecer alianças políticas com curacas de aldeias vizinhas. Assim, nasceu a Confederação Cusquenha, na qual os incas eram o grupo mais numeroso e poderoso. Sua esposa foi Mama Cahua, filha do curaca de Oma, uma aldeia vizinha de Cusco. 

### Mayta Cápac
- dinastia Urin Cuzco: ~1290-~1320.

Seu governo se iniciou aproximadamente em 1290. Os cronistas contam que nasceu com apenas três meses de gestação, e que em poucos anos se converteu numa criança sadia e robusta. Ainda muito jovem, já dirigiu a campanha que derrotou os acllahuizas. Essa vitória foi celebrada por Mayta com o Huarachico, um ritual de iniciação viril muito comum entre a nobreza, e que simbolizava a passagem da adolescência para a idade adulta. Sua esposa foi Mama Pacuraray, natural da aldeia homônima.

### Cápac Yupanqui
- dinastia Urin Cuzco: ~1320-~1350.

Foi o primeiro governante inca que decidiu sair em busca de conquistas fora da região cusquenha. Dirigiu numerosas e exitosas campanhas militares sobre os povoados de Cuyumarca e Andamarca, anexando-os ao poder central. Também enfrentou os condesuyos, que se haviam apoderado do santuário de Huanacauri e ameaçavam Cusco. Cápac os derrotou e regressou triunfante a Cusco. Com ele, terminou a dinastia Urin Cuzco. Sua esposa foi Curihilay, filha do curaca de Ayarmaca.

### Inca Roca
- dinastia Hanan Cuzco: ~1350-~1380.

Com ele, se inicia a dinastia Hanan Cuzco, aproximadamente no ano 1350. Foi o primeiro a usar o título de inca, já que, anteriormente, os soberanos eram chamados de sinchis ou mancos, e eram considerados apenas chefes tribais. Conquistou os territórios de Mayna, Pinahua e Caitomarca, nos arredores de Cusco. Também penetrou a leste até Paucartambo. Construiu a Casa do Saber (Yachaywasi) e a residência do inca (Coracora). Sua esposa foi Mama Micay, do povoado dos huallacanes.

### Yáhuar Huácac
- dinastia Hanan Cuzco: ~1380-~1400.

Conta a lenda que, quando criança, foi raptado por conspiradores. Quando estes se dispuseram a matá-lo, começou a chorar sangue, o que atemorizou seus raptores, que decidiram libertá-lo e devolvê-lo a seu pai, Inca Roca. Aproximadamente em 1380, assumiu o trono, mas teve que enfrentar sucessivas rebeliões internas. Depois de sua morte, a sociedade inca entrou em um período confuso. Sua esposa foi Mama Chiquia, filha do chefe ayarmaca que, tempos atrás, havia dirigido o seu rapto.

### Viracocha Inca
- dinastia Hanan Cuzco: ~1400-~1438.

É considerado o primeiro inca com ambições imperialistas. Iniciou a expansão do poder cusquenho submetendo os povoados vizinhos e construindo guarnições militares nos novos territórios. Essa expansão provocou a reação dos chancas, habitantes da zona de Andahuaylas, que atacaram vários povoados quíchuas e chegaram até Cusco. Viracocha, já velho, se negou a defender a capital, mas um de seus filhos, Pachacuti, assumiu a resistência e derrotou os invasores.  